# Bisboeckelera microcephala
Bisboeckelera microcephala är en halvgräsart som först beskrevs av Johann Otto Boeckeler, och fick sitt nu gällande namn av Tetsuo Michael Koyama. Bisboeckelera microcephala ingår i släktet Bisboeckelera och familjen halvgräs. Inga underarter finns listade i Catalogue of Life.